# Upper Austria Ladies Linz 2025 - Qualificazioni singolare
Le qualificazioni del singolare dell'Upper Austria Ladies Linz 2025 sono un torneo di tennis preliminare per accedere alla fase finale della manifestazione disputate il 26 e 27 gennaio 2025. I vincitori dell'ultimo turno sono entrati di diritto nel tabellone principale. In caso di ritiro di uno o più giocatori aventi diritto a questi sono subentrati i Lucky loser, ossia i giocatori che hanno perso nell'ultimo turno ma che avevano una classifica più alta rispetto agli altri partecipanti che avevano comunque perso nel turno finale.

## Teste di serie
1. Suzan Lamens (ultimo turno)
2. Greet Minnen (ultimo turno)
3. Anna Bondár (primo turno)
4. Jule Niemeier (ritirata)
5. Zeynep Sönmez (ultimo turno)
6. Viktorija Golubic (ultimo turno)

1. Nuria Párrizas Díaz (primo turno)
2. Sara Sorribes Tormo (qualificata)
3. Anca Todoni (primo turno)
4. Anastasija Zacharova (qualificata)
5. Petra Martić (qualificata)
6. Ella Seidel (ultimo turno)

## Qualificate
1. Sara Sorribes Tormo
2. Anastasija Zacharova
3. Aljaksandra Sasnovič

1. Antonia Ružić
2. Petra Martić
3. Sinja Kraus

## Tabellone

### Legenda
| - Q = Qualificato - WC = Wild card - LL = Lucky loser | - ALT = Alternate - SE = Special Exempt - PR = Protected Ranking | - w/o = Walkover - r = Ritirato - d = Squalificato |

### Sezione 1
|  | Primo turno | Primo turno         | Primo turno         | Primo turno | Primo turno |  |  | Ultimo turno | Ultimo turno        | Ultimo turno | Ultimo turno | Ultimo turno |  |
|  |             |                     |                     |             |             |  |  |              |                     |              |              |              |  |
|  | 1           | Suzan Lamens        | Suzan Lamens        | 6           | 6           |  |  |              |                     |              |              |              |  |
|  | WC          | Tamara Kostic       | Tamara Kostic       | 0           | 0           |  |  | 1            | Suzan Lamens        | 2            | 6            | 3            |  |
|  |             | Tamara Korpatsch    | Tamara Korpatsch    | 4           | 5           |  |  | 8            | Sara Sorribes Tormo | 6            | 0            | 6            |  |
|  | 8           | Sara Sorribes Tormo | Sara Sorribes Tormo | 6           | 7           |  |  |              |                     |              |              |              |  |

### Sezione 2
|  | Primo turno | Primo turno          | Primo turno          | Primo turno | Primo turno |  |  | Ultimo turno | Ultimo turno         | Ultimo turno         | Ultimo turno | Ultimo turno |  |
|  |             |                      |                      |             |             |  |  |              |                      |                      |              |              |  |
|  | 2           | Greet Minnen         | Greet Minnen         | 6           | 6           |  |  |              |                      |                      |              |              |  |
|  |             | Rebeka Masarova      | Rebeka Masarova      | 4           | 2           |  |  | 2            | Greet Minnen         | Greet Minnen         | 0            | 65           |  |
|  | WC          | Mavie Österreicher   | Mavie Österreicher   | 3           | 62          |  |  | 10           | Anastasija Zacharova | Anastasija Zacharova | 6            | 7            |  |
|  | 10          | Anastasija Zacharova | Anastasija Zacharova | 6           | 7           |  |  |              |                      |                      |              |              |  |

### Sezione 3
|  | Primo turno | Primo turno          | Primo turno          | Primo turno | Primo turno |  |  | Ultimo turno | Ultimo turno         | Ultimo turno | Ultimo turno | Ultimo turno |  |
|  |             |                      |                      |             |             |  |  |              |                      |              |              |              |  |
|  | 3           | Anna Bondár          | Anna Bondár          | 3           | 3           |  |  |              |                      |              |              |              |  |
|  |             | Aljaksandra Sasnovič | Aljaksandra Sasnovič | 6           | 6           |  |  |              | Aljaksandra Sasnovič | 7            | 4            | 6            |  |
|  |             | Céline Naef          | Céline Naef          | 2           | 4           |  |  | 12           | Ella Seidel          | 5            | 6            | 4            |  |
|  | 12          | Ella Seidel          | Ella Seidel          | 6           | 6           |  |  |              |                      |              |              |              |  |

### Sezione 4
|  | Primo turno | Primo turno      | Primo turno      | Primo turno | Primo turno |  |  | Ultimo turno | Ultimo turno  | Ultimo turno  | Ultimo turno | Ultimo turno |  |
|  |             |                  |                  |             |             |  |  |              |               |               |              |              |  |
|  | Alt         | Lola Radivojević | Lola Radivojević | 3           | 2           |  |  |              |               |               |              |              |  |
|  |             | Jodie Burrage    | Jodie Burrage    | 6           | 6           |  |  |              | Jodie Burrage | Jodie Burrage | 4            | 61           |  |
|  |             | Antonia Ružić    | Antonia Ružić    | 6           | 6           |  |  |              | Antonia Ružić | Antonia Ružić | 6            | 7            |  |
|  | 9           | Anca Todoni      | Anca Todoni      | 3           | 1           |  |  |              |               |               |              |              |  |

### Sezione 5
|  | Primo turno | Primo turno                | Primo turno                | Primo turno | Primo turno |  |  | Ultimo turno | Ultimo turno  | Ultimo turno  | Ultimo turno | Ultimo turno |  |
|  |             |                            |                            |             |             |  |  |              |               |               |              |              |  |
|  | 5           | Zeynep Sönmez              | Zeynep Sönmez              | 6           | 6           |  |  |              |               |               |              |              |  |
|  |             | Lucrezia Stefanini         | Lucrezia Stefanini         | 3           | 3           |  |  | 5            | Zeynep Sönmez | Zeynep Sönmez | 4            | 3            |  |
|  | WC          | Liel Marlies Rothensteiner | Liel Marlies Rothensteiner | 4           | 1           |  |  | 11           | Petra Martić  | Petra Martić  | 6            | 6            |  |
|  | 11          | Petra Martić               | Petra Martić               | 6           | 6           |  |  |              |               |               |              |              |  |

### Sezione 6
|  | Primo turno | Primo turno         | Primo turno         | Primo turno | Primo turno |  |  | Ultimo turno | Ultimo turno      | Ultimo turno | Ultimo turno | Ultimo turno |  |
|  |             |                     |                     |             |             |  |  |              |                   |              |              |              |  |
|  | 6           | Viktorija Golubic   | Viktorija Golubic   | 6           | 6           |  |  |              |                   |              |              |              |  |
|  |             | Ysaline Bonaventure | Ysaline Bonaventure | 3           | 0           |  |  | 6            | Viktorija Golubic | 63           | 6            | 3            |  |
|  | WC          | Sinja Kraus         | Sinja Kraus         | 6           | 6           |  |  | WC           | Sinja Kraus       | 7            | 4            | 6            |  |
|  | 7           | Nuria Párrizas Díaz | Nuria Párrizas Díaz | 1           | 2           |  |  |              |                   |              |              |              |  |